# Alan Campbell (canottiere)
Alan Campbell (Coleraine, 9 maggio 1983) è un canottiere britannico proveniente dall'Irlanda del Nord.

## Palmarès
- Giochi olimpici estivi

Londra 2012: bronzo nel singolo maschile.
- Mondiali

Poznan 2009: argento nel singolo maschile.
Karapiro 2010: bronzo nel singolo maschile.
Bled 2011: bronzo nel singolo maschile.